# مونگالا
مونگالا (به لاتین: Mongala) یک منطقهٔ مسکونی در جمهوری دموکراتیک کنگو است که در Équateur واقع شده‌است. مونگالا ۵۸٬۱۴۱ کیلومتر مربع مساحت و ۱٬۷۹۳٬۵۶۴ نفر جمعیت دارد.